# Festival du Haut-Limousin
 (janvier 2023).
Le festival du Haut-Limousin est un festival de musique classique, qui se déroule chaque année, en Haute-Vienne. Il a été créé en 1999.

## Historique
Créé en 1999 à l'initiative des pays touristiques des Monts de Blond, de la Basse-Marche, de Saint Pardoux et de Wim Baarens, chef d'orchestre installé dans le Nord de la Haute-Vienne.
L'association du Festival du Haut-Limousin s’est donné pour but de :
- contribuer au développement culturel, touristique et patrimonial du Haut-Limousin ;
- favoriser l’accès à la culture pour l’ensemble de la population du territoire ;
- promouvoir et organiser des concerts et toutes manifestations à but artistique.

Le festival souhaite rapprocher les artistes de haut niveau et les populations du nord du département en organisant des spectacles dans des communes qui possèdent les lieux patrimoniaux nécessaires, mais qui n'ont pas les moyens techniques et financiers pour le faire.  
Depuis la saison 2001, Jérôme Kaltenbach, chef d’orchestre et directeur artistique de la Ferme de Villefavard, est le directeur artistique du Festival du Haut-Limousin. Il impulse de nouvelles orientations vers la jeunesse, avec d'une part, des concerts de jeunes talents internationaux émergeant parrainés par de grands maîtres, et d’autre part, par une politique tarifaire volontariste (gratuité pour les moins de 16 ans, randonnée avec concerts gratuits), et une diversification de la programmation.
À compter de la saison 2011, Jérôme Kaltenbach cède sa place de directeur artistique à son filleul musical Martin Kubich, directeur du Festival des Bouchures dans l'Indre, et créateur de l'ensemble Tutti Arti.
En 2018, le festival fête ses 20 ans à nouveau sous la direction de Jérôme Kaltenbach.

### Quelques exemples de parrainages
- En 2001, à Compreignac, Patrice Fontanarosa parraine la violoniste Amanda Favier et à Bellac, Françoise Pollet est la marraine de Christian Himmler et Julia Fraser.
- En 2002, Pierre Amoyal se joint à Hiroshi Kato; Jean-Claude Pennetier à Nicolas Dautricourt et Eric-Marie Couturier; Marielle Nordmann à Nemanja Radulovic; Jörg Demus joue avec Christina Gerstberger et Juliette Hurel.
- En 2003, à Mortemart, Pierre Amoyal dirige la jeune Camérata de Lausanne; Bruno Rigutto accompagne Akiko Yamada et à Saint-Sulpice les feuilles,Michel Strauss et Maria Belusoova sont en trio avec Sarah Kapustin.
- En 2004, à Ambazac, Ivry Gitlis entraîne Vahan Mardirossian; et à Le Dorat, Thierry Escaich accompagne David Guerrier.
- En 2005, à Magnac-Laval Olivier Charlier se fait accompagner par Jean-François Neuburger; le festival invite les jeunes danseurs de la Cie Europa Danse.
- En 2006, à Mortemart, Georges Pludermacher accompagne Frederieke Seijs (prix Jacques Thibaud 2005), et à Saint-Barbant Maurice Bourgue parraine quatre jeunes musiciens franco-italiens.
- En 2009, à Saint-Sulpice les Feuilles, Michel Strauss parraine les violonistes Lisel Schoenberger, Minjung Cho et Sarah Saviet en résidence à la Ferme de Villefavard;
- En 2010 à Villefavard, Alain Planès se lie avec le quatuor Cambini-Paris.

## À la découverte des nouveaux talents
Le Festival du Haut-Limousin donne également sa chance aux talents en devenir comme par exemple le tout jeune Nemanja Radulovich en 2001 ; en 2002 Emmanuel Rossfelder, Svetlin Roussev, Vahan Mardirossian et Nicolas Baldeyrou ; en 2003 Hélène Couvert, Juliette Hurel et Alexei Ogrintchouk ; Lise de la Salle dès 2004, en 2005 Aïdar Gainullin ; Siheng Song (prix Marguerite Long 2004), le quatuor Modigliani en 2006, Andrei Korobeinikov en 2007, le quatuor Ébène en 2008, et David Kadouch en 2009, le trio SR9 en 2018.

## Déroulement et localisation
Le festival se déroule de la fin juillet au 15 août à la Ferme de Villefavard et dans différentes églises à l'intérêt patrimonial avéré et associé à une acoustique et un nombre de places suffisantes,. Des randonnées musicales gratuites dans les chapelles et châteaux précèdent les dimanches, les concerts de la soirée.
Avec son extension sur le Pays des Monts d’Ambazac son développement géographique couvre aujourd'hui le Pays du Haut-Limousin et celui de l'Occitane et des Monts d'Ambazac, soit 70 communes et 7 communautés de communes, mais son rayonnement dépasse le nord de la Haute-Vienne. Le Festival contribue à l’attractivité touristique du territoire.
Après plus de dix années d’existence, le Festival du Haut-Limousin appuie  principalement sur le bénévolat et la création d’un poste associatif d’administrateur mutualisé avec La Ferme de VIllefavard en Limousin.
Le Conseil d’Administration du Festival se compose de bénévoles des différents pays intéressés par le développement d’événements ancrés autour de la musique classique. Il est ouvert à toutes celles et tous ceux qui veulent s'invertir dans la déroulement du festival.

## Sponsors
Le Festival perçoit des aides financières des collectivités territoriales : Europe (dans le cadre du plan LEADER-FEADER),  Région, Conseil Général, quelques Communautés de Communes et Communes.

## Partenariat
Le Festival partage des locaux d’administration avec d’autres associations à la Ferme Édouard Maury de Villefavard. Par ailleurs, les municipalités et les responsables des lieux de concerts sont associés à l’accueil des manifestations dans les différentes communes.
Un partenariat entre le Festival du Haut Limousin et le Centre de Rencontres Artistiques de la Ferme de Villefavard s'est instauré. Basé sur la complémentarité des buts des deux associations. Les résidences d’artistes de la Ferme de Villefavard débouchent sur des concerts dans le cadre du Festival.